# Березин, Семён Петрович
Семён Петрович Березин (25 апреля [8 мая] 1902, Березник, Вятская губерния — 20 июня 1967, Одесса) — полковник Советской Армии, участник Советско-финской и Великой Отечественной войн, Герой Советского Союза (1940).

Мемориальная доска на лальской школе

## Биография
Семён Березин родился 25 апреля (8 мая) 1902 года в деревне Березины в семье крестьянина. Окончил начальную и среднюю школу. В 1924 году был призван на службу в Рабоче-крестьянскую Красную Армию, в 1926 году был демобилизован, работал учителем физической культуры и военного дела в Халтуринском сельскохозяйственном техникуме. В 1935 году был повторно призван в РККА, окончил курсы переподготовки комсостава, служил в пехотных частях Приволжского и Ленинградского военных округов.
Принимал участие в советско-финской войне, будучи старшим лейтенантом и командиром лыжного батальона 252-го стрелкового полка 70-й стрелковой дивизии 7-й армии. В марте 1940 года его батальон первым из подразделений дивизии вышел к берегу Финского залива в районе города Териоки (ныне — Зеленогорск Ленинградской области) и форта Ино (ныне — посёлок Приветнинское Выборгского района Ленинградской области), что способствовало успешному захвату данных населённых пунктов советскими войсками. Возглавлял разведроту, которая проводила разведку островов Равансари (Лисий) и Туппурансари (Вихревой). Преодолев около 9 километров по льду Выборгский залив, рота захватила ряд мелких островов и выйдя на материк, перерезала шоссе, ведущее из Хамины на Выборг, и удерживала свои позиции в течение полутора суток до подхода основных сил дивизии.
Указом Президиума Верховного Совета СССР от 21 марта 1940 года за «мужество и героизм, проявленные в боях» старший лейтенант Семён Березин был удостоен высокого звания Героя Советского Союза с вручением ордена Ленина и медали «Золотая Звезда» за номером 445.
С июня 1941 года — на фронтах Великой Отечественной войны. Занимал должности начальника штаба, заместителя командира стрелкового полка, первоначально воевал на Юго-Западном фронте. В апреле 1942 года — мае 1943 года был командиром 472-го стрелкового полка 100-й стрелковой дивизии Воронежского фронта, с мая 1943 года командовал стрелковым полком на Степном и 2-м Украинском фронтах. В конце 1943 года получил тяжёлое ранение, после чего длительное время находился в госпитале.
После окончания войны продолжил службу в Советской Армии, окончил Военную академию имени Фрунзе. Служил в должности военного коменданта города Измаил Одесской области, затем комендантом Одесского укрепрайона. В 1955 году в звании полковника С. П. Березин был уволен в запас. Жил в Одессе, умер 20 июня 1967 года.

## Награды
- Герой Советского Союза (21.03.1940)
- Орден Ленина (21.03.1940)
- Орден Красного Знамени (15.01.1940)
- Орден Отечественной войны 2-й степени (20.01.1943)
- Орден Красной Звезды (20.06.1949)
- Медаль «За боевые заслуги» (03.11.1944)
- Медаль «За победу над Германией в Великой Отечественной войне 1941–1945 гг.» (09.05.1945)
- ряд других медалей[2].

## Память

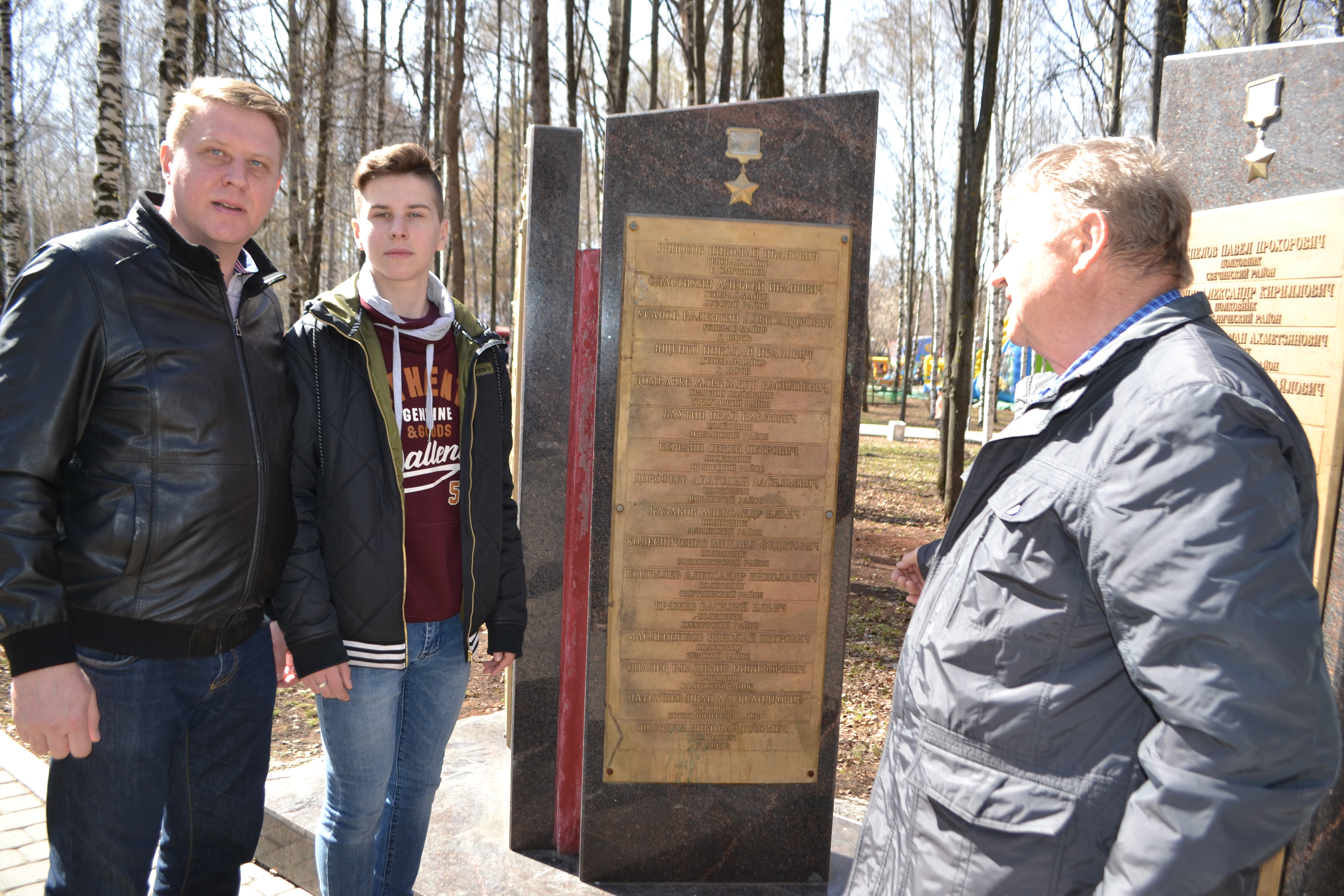
Имя Героя выбито на гранитной стеле на Аллее Славы в парке Победы города Киров

- Имя Героя выбито на гранитной стеле на Аллее Славы в парке Победы города Киров
- В честь полковника Семёна Березина названа улица в городе Шебекино (Белгородская область). На улице установлена мемориальная доска[3].

## Комментарии
1. ↑  Деревня Березины (Березник, Климонтовская, Задорожана, Климентовская) позднее входила в состав Подгородного (с 1980-х гг. — Лугиновского) сельсовета Халтуринского / Орловского района Кировской области. Упразднена 24 июня 2004 года[1].